# José Fernando Reyes
José Fernando Reyes Cuartas (Manizales, 1964) es un abogado, jurista y profesor de leyes colombiano.

## Biografía
Nació en Manizales. Estudió derecho en la Universidad de Caldas, hizo una especialización en estudios penales, realizó su doctorado en derecho penal y derechos humanos en la Universidad de Salamanca España, diplomado en hermenéutica jurídica, de la Universidad del Rosario y la Universidad de Manizales.
Su trayectoria empezó como juez municipal de Anserma y Manizales, juez penal del circuito Aguadas y Riosucio, procurador judicial penal II ante el Tribunal Superior de Manizales entre 1998-2001. Se desempeñó como procurador delegado para la moralidad pública entre 2001-2004 y magistrado de la sala penal del Tribunal Superior de Manizales entre 2004-2017.
En 2017 fue elegido como magistrado de la Corte Constitucional, por la Corte Suprema de Justicia de Colombia y 2024 fue elegido como presidente del órgano constitucional hasta 2025. Es profesor de derecho penal y constitucional en la Universidad de Caldas, profesor de derecho disciplinario en la Universidad Externado de Colombia, profesor de postgrado en las Universidades del Norte, Santo Tomás y de Caldas.